# Attentat du 7 août 1932 à Rennes
Vous lisez un « bon article » labellisé en 2014.
L'attentat du 7 août 1932 à Rennes est un attentat à la bombe visant une œuvre du sculpteur Jean Boucher symbolisant l'union de la Bretagne à la France, et placée dans une niche de l'hôtel de ville de Rennes. La statue, représentant Anne de Bretagne, est, depuis son inauguration en 1911, jugée dégradante par le mouvement breton, en raison de sa position agenouillée devant le roi de France.
Il prend symboliquement pour cadre les festivités marquant le 400e anniversaire de l'union de la Bretagne à la France qui ont lieu le même jour à Vannes. Premier attentat commis par le mouvement breton, il est aussi la première action du groupe armé Gwenn ha Du. Il est réalisé par Célestin Lainé, qui fournit la bombe, et André Geffroy, qui la pose.
L'évènement, bien qu'ayant peu de conséquences concrètes politiquement et ne représentant pas une date clef dans l'histoire du mouvement breton, acquiert immédiatement une forte charge symbolique parmi ses militants.

## Contexte

### Création de la statue
La statue est une œuvre de Jean Boucher représentant la duchesse Anne de Bretagne agenouillée devant le roi de France Charles VIII, et symbolisant l'union de la Bretagne à la France. Elle est inaugurée en grande pompe le 29 octobre 1911 à Rennes pour marquer le 420e anniversaire du mariage des deux souverains, et par décision du conseil municipal elle occupe une niche de l'hôtel de ville de Rennes où, jusqu'à la Révolution française, était présente une autre statue figurant Louis XV, qui figurait déjà le thème de l'union de la Bretagne et de la France.
Sa création s'inscrit dans un processus de statuomanie visant à intégrer les mémoires provinciales dans celle de la République, mis en place par la Troisième République, et connaissant un pic d'activité entre 1871 et 1914. Celle-ci va de pair avec de grandes cérémonies et la présence de membres du gouvernement. L'inauguration rennaise de 1911 s'accompagne ainsi de fêtes de nuit au parc du Thabor et d'un cortège évoquant le mariage d'Anne de Bretagne et de Charles VIII au château de Langeais. Les cérémonies ont lieu en présence des ministres Théodore Steeg et Charles Chaumet.

### Réception locale de l'œuvre
La Bretagne connait à l'époque le développement d'un courant régionaliste marqué par la création de l'Union régionaliste bretonne (URB) en 1898 et du Gorsedd de Bretagne en 1900. Ces deux mouvements émettent des réserves en raison de la position agenouillée de la duchesse Anne, en rupture avec l'image dont jouit cette personnalité de l'histoire de la Bretagne. Ils sont donc tiraillés entre ce qu'ils interprètent comme un possible dévoiement de leur patrimoine, et la possibilité de s'affirmer à l'occasion de cette cérémonie. Aucun des deux ne participe aux festivités, seul Anatole Le Braz, ancien président de l'URB, y participe à titre individuel. L'inauguration est perturbée par Camille Le Mercier d'Erm et son Parti nationaliste breton qui parlent alors de « monument de la honte ». L'opinion publique de l'époque, sans pour autant suivre la ligne de ce parti, considère le monument comme humiliant.
Le caractère académique de l'œuvre de Jean Boucher est aussi une source de critiques dans la région. Certains mouvements artistiques locaux cherchent alors à sortir des botrelleries folklorisantes, dont plus tard les Seiz Breur , et le style de Boucher est alors cible de critiques.

### Tensions grandissantes avant l'attentat
Le mouvement breton connait un processus de radicalisation à partir des années 1920, avec en 1927 la création de deux partis politiques : la Ligue fédéraliste de Bretagne et le Parti national breton. L'annonce en 1932 des célébrations du 400e anniversaire de l'union de la Bretagne à la France provoque chez eux une émotion forte qui se cristallise sur la sculpture de Boucher. Le journal du PNB, Breiz Atao, mène ainsi une campagne de presse contre cette œuvre dans tous ses numéros à partir de janvier 1932.
Par ailleurs, l'exemple irlandais, notamment les actions de l'IRA, inspire une partie du mouvement breton de l'époque. Une des militantes du PNB, Fant Rozec, s'est ainsi rendue dans ce pays l'année précédente, avec pour but d'étudier le mouvement républicain irlandais ; elle rencontre Frank Ryan, ancien chef de la brigade de Dublin de l'IRA, et signe plusieurs articles dans Breiz Atao, lors de cette année en Irlande, rendant compte de la situation des républicains sur place.

## L'attentat

### Déroulement des faits et l'enquête

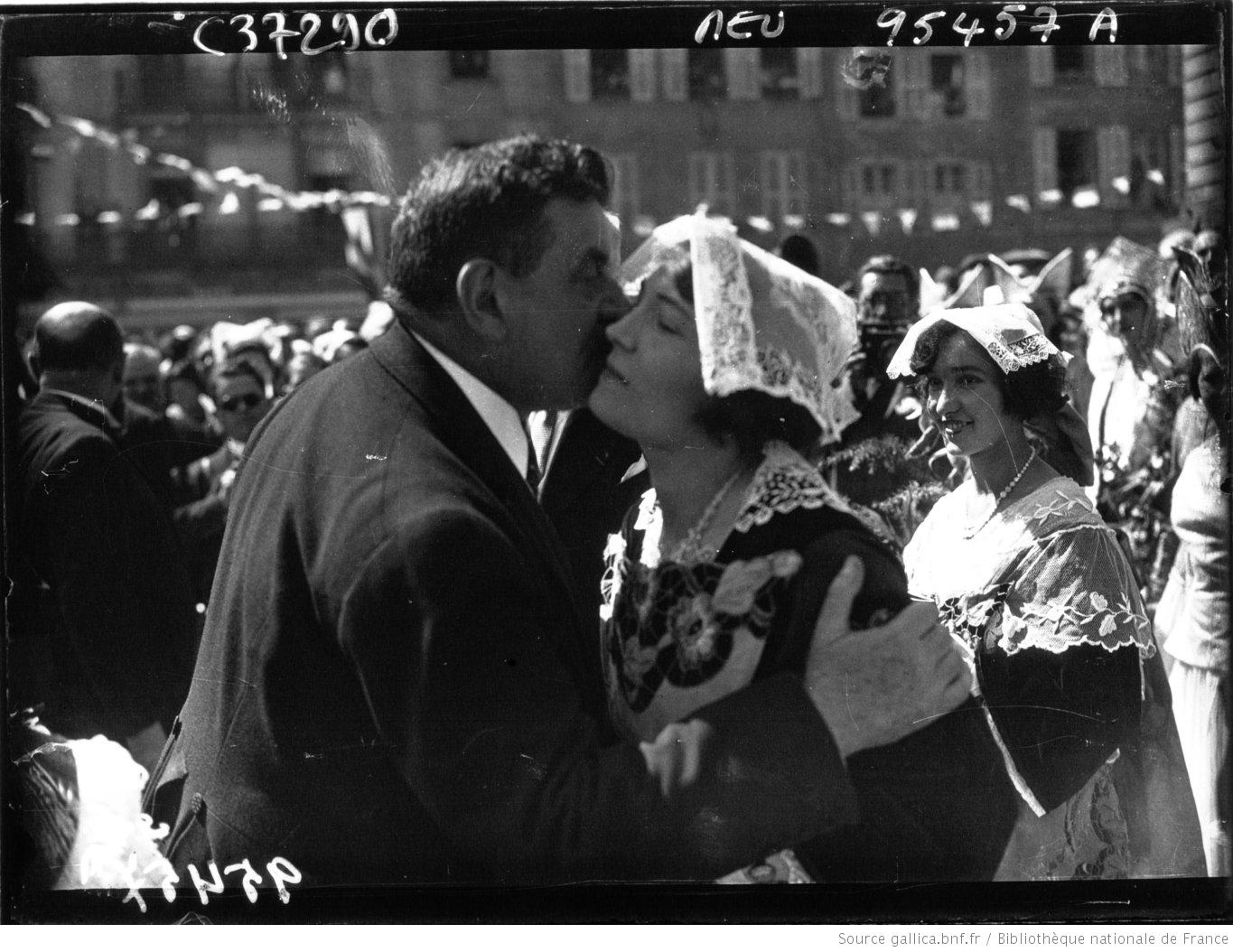
Le président du Conseil français Édouard Herriot, le jour même à Vannes, pour les célébrations du de l'union de la Bretagne à la France.

Le 7 août sont prévues à Vannes des célébrations pour marquer le 400e de l'union de la Bretagne à la France, auxquelles doit participer le président du Conseil français Édouard Herriot. Depuis la veille au soir, des militants bretons de différents partis ayant fait le déplacement pour perturber les célébrations — dont le président du PNB François Debeauvais — sont retenus en garde à vue à titre préventif et ne sont relâchés que le 7 au matin.
La bombe utilisée est préparée par Célestin Lainé, ingénieur chimiste de formation, et c'est un autre militant, André Geffroy, qui place le mécanisme dans le monument, au niveau de la couronne,,,. Lainé aurait testé un premier engin dans la lande à Saint-Aubin-du-Cormier un peu auparavant, y brûlant sa veste au passage, en raison de son manque d'expérience dans le domaine des explosifs. La bombe qu'il fournit à Geffroy est composée d'une boîte de lait de marque « Gloria » remplie de nitroglycérine. Le détonateur aurait été fourni par Jeanne Coroller . L'explosion retentit à 4 h 40, projetant au sol la statue et la fragmentant en plusieurs morceaux, pulvérisant par la même occasion les fenêtres dans un rayon de 100 mètres. Aucune des deux personnes présentes dans l'hôtel de ville n'est blessée. Dans une lettre envoyée à la presse pour revendiquer l'action, le signataire Gwenn ha Du, une organisation dont personne n'a jamais entendu parler, indique : « Nous ouvrons la lutte pour l'indépendance  de notre pays en ce jour anniversaire de notre annexion par la destruction du symbole de notre asservissement qui trône au centre de notre capitale. ». D'autres activistes, en plus de Lainé, composent le groupe à cette époque, comme Le Helloco ou Fant Rozec.
L'enquête s'oriente les premiers jours vers la direction du journal Breiz Atao, dont le siège, situé rue Edith Cavel, se trouve à une centaine de mètres du lieu de l'évènement, et où des perquisitions se déroulent le 9 août. Le 11 août, le journal L'Ouest-Éclair annonce l'arrestation de 6 suspects, dont Théophile Jeusset qui dirige le journal Breiz da zont. Après avoir avoué l'attentat, quatre d'entre eux se rétractent dès le 12 août. Les enquêteurs interrogent, les jours suivants, des personnes liées au journal War Zao à Guingamp le 17 août, puis le 19 août se rendent chez Olier Mordrel à Quimper, et chez René-Yves Creston au Croisic. Finalement, l'affaire entraine la détention de quelques militants de la mouvance pendant une cinquantaine de jours, mais sans suites judiciaires.

### Réactions
L'attentat est condamné par la plupart des hommes politiques de l'époque, depuis le maire de Rennes Jean Lemaistre, qui parle d'« un attentat abominable », jusqu'au président du Conseil Édouard Herriot, qui y voit la main de l'Allemagne. La majeure partie de la presse, tant nationale que régionale, condamne l'acte. Le Matin écrit ainsi « les passants (...) contemplaient, atterrés, l'œuvre de vandalisme dont ils réprouvaient les auteurs », et L'Ouest-Éclair indique que des « Rennais fiers à juste titre de tous les monuments qui embellissent leur grande cité [sont] vivement émus ».
L'attentat reçoit quelques rares soutiens. Le journal L'Humanité, au nom du droit des peuples à disposer d'eux-mêmes, peut ainsi écrire « Réservoir d'hommes, parc à boucherie de guerre, c'est tout ce qu'Herriot considère en Bretagne ». Le journal républicain irlandais An Phoblacht écrit : « les Bretons et tous les amis de la liberté accueillent un geste qui proclame qu’une petite nation de plus a juré de s’affranchir ».
La destruction est accueillie positivement par l'essentiel du mouvement breton. Ainsi Fant Rozec, qui pose devant les débris du monument pour la presse, y gagne le surnom de « vierge rouge », disant regretter n'y être pour rien. Vefa de Saint-Pierre se réjouit aussi publiquement de l'acte, et Yann Sohier parle d'« une explosion de joie ». René-Yves Creston profite de l'occasion pour publier un numéro spécial de sa revue Keltia, intitulée « Art, dynamite, police et Bretagne en 1932 », dans lequel la plupart des artistes consultés disent approuver l'attentat d'un point de vue artistique. À la suite de perquisitions, des documents devant mener à la publication du numéro suivant de Keltia sont saisis, ce qui entraine la fin de la revue.
Plus tard en 1946, le nationaliste gallois et cofondateur du Plaid Cymru Saunders Lewis se sert de l'incident pour comparer les systèmes judiciaires français et britannique, en le mettant en parallèle avec une de leurs actions : « La justice britannique ne juge que les faits et les conséquences. Elle ne juge pas les motivations politiques des accusés. La justice française n'a pas ces scrupules. Les Gallois ne pouvaient être condamnés que pour l'incendie volontaire ; les Bretons auraient été inculpés de « tentative d’atteinte à l'intégrité du territoire national » qui entraîne des peines beaucoup plus lourdes. Et pourtant ce n'est que par des procès largement publicisés que ces actions peuvent avoir la large répercussion publicitaire que l'on en attend ».

## Suites

### Non-remplacement de l'œuvre

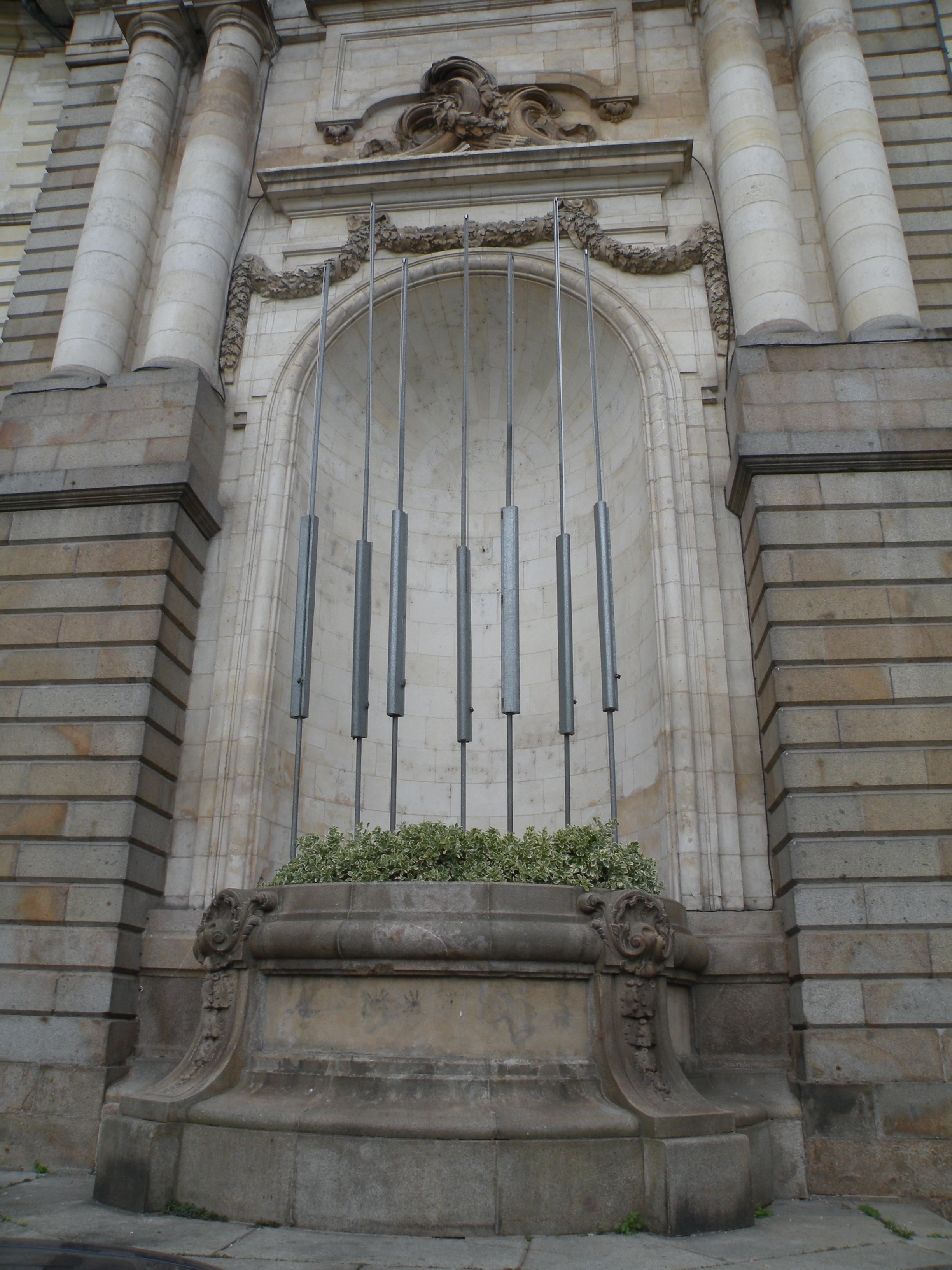
La niche de l'hôtel de ville de Rennes, restée vide depuis la destruction de l'œuvre de Boucher.

La municipalité de Rennes commence rapidement à travailler au remplacement de l'œuvre, et Jean Lemaistre envisage de lancer une souscription. En 1937, son successeur François Château obtient du conseil municipal un budget de 400 000 francs, et l'État promet la même somme, de façon à remplacer la sculpture. Malgré des mises en garde venant des nationalistes, il souhaite conserver des éléments de la première œuvre, à savoir une réalisation assurée par Jean Boucher et des cérémonies officielles.
Boucher se met au travail et présente un nouveau projet, selon lui « en conformité avec la vérité historique ». Celui-ci se compose de deux femmes, représentant l'une la France, et l'autre la Bretagne, la première tendant la main à la seconde, et la seconde lui présentant deux autres personnages à ses côtés : un marin et un paysan. Le projet est contesté par le nationaliste François Jaffrennou, parlant de « livraison en chair humaine ». En raison de doutes concernant les contours de la « vérité historique » dont parle Boucher et de menaces venant des nationalistes, le projet ne se concrétise pas et la niche reste depuis vide.

### Conséquences pour le mouvement breton
Le groupe Gwenn ha Du commet par la suite d'autres attentats à la bombe visant des symboles. La même année, dans la nuit du 19 au 20 novembre, alors que le train présidentiel doit se rendre à Nantes dans le cadre du 400e anniversaire de l'union de la Bretagne à la France, une bombe fait sauter les rails à la « frontière » bretonne, à Ingrandes et est de nouveau revendiquée par ce groupe. Célestin Lainé déménage par la suite dans le Nord de la France pour des raisons professionnelles, ce qui suspend pour quelques années les actions de ce groupe. Ainsi au printemps 1936, dans le but de célébrer l'anniversaire de l'Insurrection de Pâques 1916, Gwenn ha Du fait exploser des bombes dans cinq préfectures bretonnes. En 1938, il s'en prend au monument de la fédération bretonne-angevine à Pontivy pour protester contre le décret-loi du 25 mai 1938 qui rend délictueux le fait de tenter de porter atteinte à l'intégrité du territoire.
L'attentat fait aussi une publicité et fournit une certaine crédibilité à un mouvement qui est à l'époque moribond, du fait de ses divisions récentes,. Sans pour autant le relancer, et alors que l'année 1933 va être la plus compliquée financièrement pour le Parti national breton (PNB), il va néanmoins amener une nouvelle vague d'inscriptions dans ce parti, et certains de ces nouveaux militants, comme Yann Goulet, vont jouer un rôle important plus tard dans l'histoire de ce groupe. Ces mouvements restent cependant relativement coupés des préoccupations d'une population, pour laquelle ils n'ont que peu d'intérêt. Même une future figure du mouvement comme Pierre-Jakez Hélias, alors étudiant à Rennes, n'y voit qu'« un attentat symbolique, commis par quelques exaltés, mais sans grand rapport avec la situation (...) de la Bretagne ».
Un des leaders du PNB, Olier Mordrel, prend par ailleurs l'initiative de créer le groupe clandestin Kuzul Meur dont il devient secrétaire, dans le but affiché de faire la liaison entre les différents groupes politiques issus du nationalisme breton, mais aussi pour mieux contrôler le groupe Gwenn ha Du et son chef Célestin Lainé.

### Historiographie

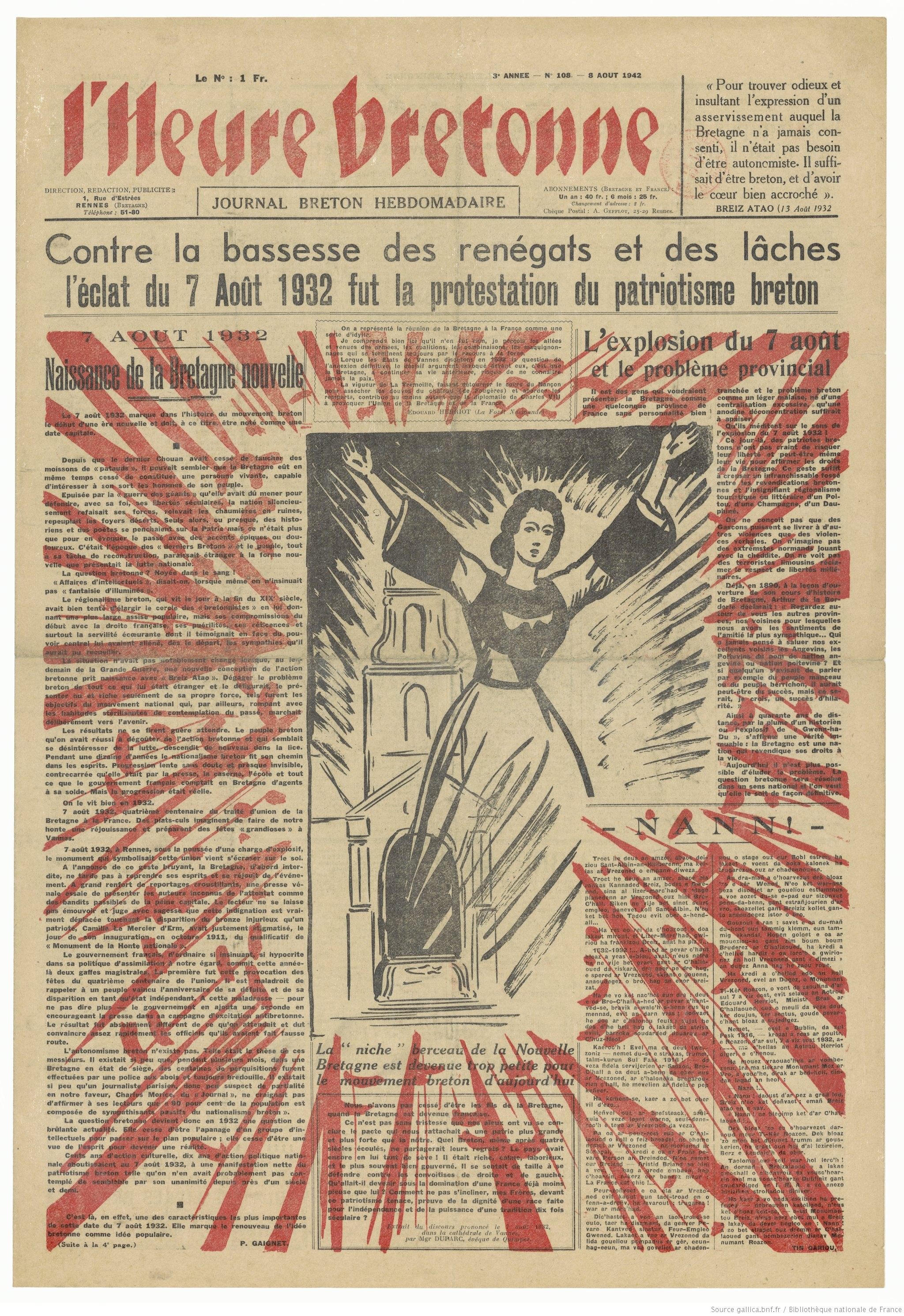
Numéro de L'Heure bretonne d'août 1942 « célébrant » l'attentat de 1932.

L'attentat intègre rapidement, et sur le long terme, le « patrimoine » des militants bretons, mais il n'est pas retenu comme une date clef du mouvement par les historiens, et globalement il n'est que rapidement évoqué dans des ouvrages généralistes traitant de l'histoire de la Bretagne.
Sa place est par contre importante dans les ouvrages écrits par des militants, qui se placent avant tout dans le domaine du témoignage, plus que dans celui du travail scientifique. Ronan Caouissin fait ainsi publier en 1938 le livre Gwenn ha Du, la société secrète qui a juré de rendre à la Bretagne son indépendance, qui décrit avec précision l'attentat, et qui compte faire de celui-ci un élément important de la mystique militante. Morvan Lebesque en fait en 1970, dans son pamphlet Comment peut-on être breton ?, le double symbole d'une Troisième République voyant la Bretagne comme « une province mendiante et serve », et d'une recherche par les plastiqueurs d'une reconnaissance culturelle et politique. En 1982 la revue Dalc'homp Sonj a une approche similaire,.

## Sources